# فناوری بالغ
یک فناوری بالغ یا فناوری کامل (به انگلیسی:mature technology)، فناوری است که برای مدت طولانی مورد استفاده قرار گرفته و بسیاری از ایرادات اولیه و مشکلات ذاتی آن با توسعه بیشتر حذف یا کاهش یافته‌است. در برخی زمینه‌ها، ممکن است به فناوری‌هایی اشاره داشته باشد که کاربرد گسترده‌ای نداشته‌اند اما پیشینه علمی آن به خوبی درک شده باشد. همچنین انتظار می‌رود ویژگی‌های عملکردی آن فناوری همراه با مشخصات طراحیش به خوبی شناخته شده باشد.
یکی از شاخص‌های کلیدی یک فناوری بالغ، کاربردپذیری آن برای افراد غیر کارشناس و حرفه‌ای است. شاخص دیگر کاهش نرخ پیشرفت‌های جدید مرتبط با آن فناوری است. اختراعات مربوط به یک فناوری نابالغ محبوب معمولاً سریع و متنوع هستند، و ممکن است کل پارادایم از ان فناوری را تغییر دهند. پیشرفت در یک فناوری بالغ معمولاً فقط پیشرفتی ناچیز است.

## مثال‌ها
طراحی صفحه کلید رایج QWERTY نمونه ای از فناوری بالغ است زیرا ویژگی‌های عملکرد آن مانند سرعت تایپ و نرخ خطا در موقعیت‌های مختلف قابل توصیف ایجاد شده‌است. علاوه بر این، سازمان‌دهی کلیدی اصلی این فناوری در طول قرن گذشته ثابت مانده‌است. مثال دیگر فناوری بارکد است. بارکد فناوری است که تمام شاخص‌های ذکر شده برای صفحه‌کلید QWERTY را داراست و از زمان معرفیش به‌طور گسترده‌ای مورد استفاده قرار می‌گیرد.
سایر فناوری‌های بالغ شامل موارد زیر است:
- کشاورزی: بیشتر پیشرفت‌ها در بهبود کشاورزی جزئی و در تغییر ژنتیکی محصولات یا کاهش آفات است.
- تلفن: اگرچه بالغ در نظر گرفته می‌شود، اما تلفن‌های همراه پتانسیل نادری را برای تغییرات اساسی حتی در فناوری‌هایی بالغ را نشان دادند.
- ساعت: اکثر حرکات معمولی ساعت دارای اجزای یکسان یا بسیار مشابه هستند. بیشتر پیشرفت‌ها مربوط به بحث زیبایی‌شناختی آن است.
- دوچرخه: نوعی حمل‌ونقل بالغ است که یادگیری آن آسان، ساده و از لحاظ اقتصادی مقرون به صرفه است و توانایی فرد را برای سفر بدون ممانعت از توانایی دیگران در انجام آن بهبود می‌بخشد.

### فناوری‌هایی که هنوز به بلوغ کامل نرسیده‌اند
- وسیله نقلیه موتوری: که به‌طور گسترده توسط افراد غیر کارشناس استفاده می‌شود، اما نیاز به زیرساخت‌های قابل توجهی دارد و فضای عمومی را قربانی می‌کند.
- اینترنت: دارای استانداردهای فنی و انسانی هنوز تا حدی متضاد.
- کامپیوترها به دلیل پیشرفت در سیستم عامل‌های کاربر پسند و زوال قانون مور بالغ می‌شوند.
- مدل‌های اقتصادی، هنوز آهنگ خرابی بالایی را در پیش‌بینی اقتصادی نشان می‌دهند.
- فناوری دفتر کل توزیع‌شده در حال حاضر در تعداد محدودی از برنامه‌های کاربردی عمدتاً بلاک چین استفاده می‌شود، اگرچه تحقیقات در حال انجام و موارد استفاده بالقوه در حال حاضر در حال بررسی است.

### فناوری‌های نابالغ
- نانوفناوری کاربردهای صنعتی واقعی تا کنون محدود شده‌ای داشته.
- زیست‌فناوری که هنوز اکثر چالش‌های بهداشتی و اکولوژیکی انسان را حل نمی‌کند.
- رایانش کوانتومی، تا کنون بیشتر یک مفهوم نظری بوده.
- انرژی همجوشی هسته‌ای
- واقعیت مجازی، در حالی که سیستم‌های عملی وجود دارند، نقشه راه بالقوه آن حداقل یک عمر پیشرفت در بسیاری از زمینه‌ها نیاز دارد.